# Jacqueville (département)
Pour les articles homonymes, voir Jacqueville.
Jacqueville est un département de Côte d'Ivoire, du district des Lagunes. Son chef-lieu est la ville de Jacqueville.

## Géographie

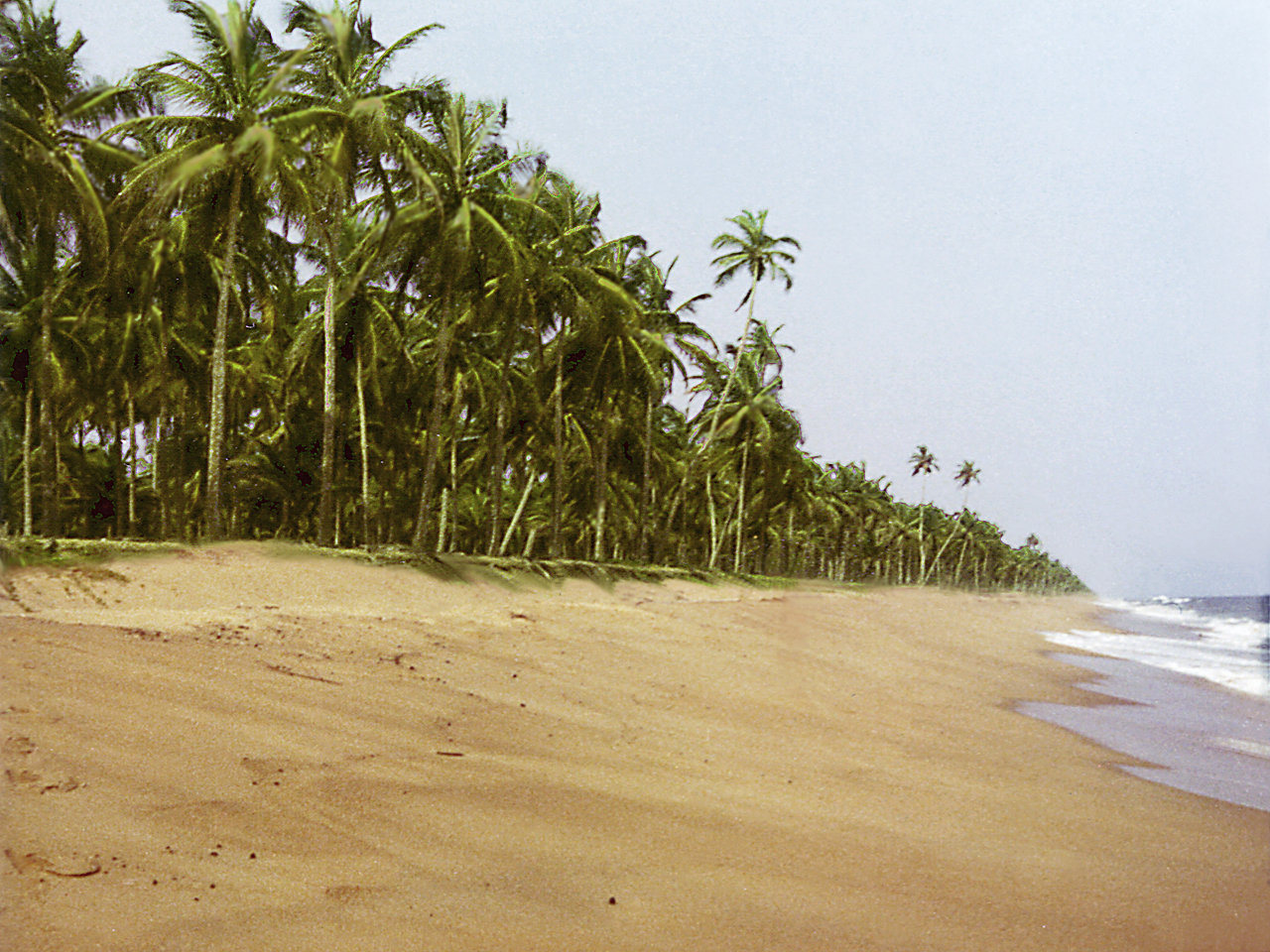
La plage de Jacqueville avec ses cocotiers en 1973.

### Situation
Le département fait partie de la Région des Grands Ponts. Il est situé au bord de l'océan Atlantique, sur le golfe de Guinée, à l'ouest d’Abidjan, capitale économique du pays à laquelle il est relié par une route entièrement bitumée surnommée la « côtière ».

### Climat et végétation
Le climat de la Côte d'Ivoire comporte deux zones bioclimatiques distinctes. Le sud est très humide et connaît quatre saisons (d'avril à la mi-juillet : grande saison des pluies ; de la mi-juillet à septembre : petite saison sèche ; de septembre à novembre : petite saison des pluies ; de décembre à mars : grande saison sèche). Les températures varient de 21 à 35°,.

## Administration
Une loi de 1978 a institué 27 communes de plein exercice sur le territoire du pays.

## Représentation politique
L'Assemblée nationale de Côte d'Ivoire compte 223 députés élus pour 5 ans. Le département de Jacqueville comporte 1 circonscription.
| Date d'élection | Identité                            | Parti         | Qualité                         | Statut   |
| --------------- | ----------------------------------- | ------------- | ------------------------------- | -------- |
| 1980            | Philippe Yacé                       | PDCI-RDA      | Homme politique                 | élu      |
| 1985            | Philippe Yacé                       | PDCI-RDA      | Homme politique                 | élu      |
| 1990            | Albéric Niavas                      | PDCI-RDA      | Homme politique                 | élu      |
| 1995            | Albéric Niavas                      | PDCI-RDA      | Homme politique                 | élu      |
| 2001 2014       | Théodore Mel Eg Laurette Yacé Demel | UDCY PDCI-RDA | Homme politique Femme politique | élu élue |

Le mandat de l’Assemblée nationale élue en 2001 s'achevait le 16 décembre 2005. Mais, en raison de la crise politico-militaire de 2002, les élections législatives n'ont pas eu lieu et l’Assemblée nationale en place est demeurée en fonction et a conservé ses pouvoirs.

## Société

### Démographie
Le département de Jacqueville compte 52 871 habitants, selon le recensement général de la population et de l'habitat (RGPH - 98), avec 26 808 hommes et 26 063 femmes pour une densité de 77,8 hab./km². En 2007, la population du département est estimée à 61 000 habitants. Cette population représente 0,3 % de la population ivoirienne et a un taux d’accroissement de 2,1 %.
La population est en majorité rurale avec 40 689 personnes habitant les localités rurales et 12 182 habitant la ville de Jacqueville soit un taux d’urbanisation de 23 %.
Cette population, majoritairement issue du groupe culturel Akan, compte aussi d’autres entités ivoiriennes et non ivoiriennes (21 839 personnes), selon le recensement de 1998, représentant 41,3 % de la population départementale. Ceci constitue le plus fort pourcentage dans la région des Lagunes après Grand-Lahou (43,5 %) et le sixième  national.
Par ailleurs, comme dans toute la Côte d'Ivoire, la population du département est très jeune puisque 73,7 % de la population a moins de 18 ans.

### Langues
Depuis l'indépendance, la langue officielle dans toute la Côte d'Ivoire est le français. La langue vernaculaire de la région est l'alladian, l'avikam et l'ahizi. Le français effectivement parlé dans le département de Jacqueville, comme à Abidjan, est communément appelé le français populaire ivoirien. Une autre forme de français parlé est le nouchi, un argot parlé surtout par les jeunes.
Le département de Jacqueville accueillant de nombreux Ivoiriens issus de toutes les régions du pays, toutes les langues vernaculaires du pays, environ une soixantaine, y sont  pratiquées.

### Éducation
C'est à Elima, dans le sud du pays, que sera créée la première école officielle française en Côte d'Ivoire, le 8 août 1887.
D'autres écoles de village seront créées à partir de 1890, à Jacqueville, Grand-Bassam, Moossou, Tabou, Bettié, localités toutes situées sur le littoral du golfe de Guinée. Elles fonctionnaient avec des maîtres d'écoles occasionnels et regroupaient environ 200 élèves en 1895.
Jusqu'au début des années 1950, il n'existait pas d'école secondaire à la colonie.
En 2008, le département de Jacqueville comporte un établissement professionnel (Centre des métiers de la maintenance industrielle), 3 établissements secondaires (lycée municipal et les Groupes Scolaires Élévation et Île Verte), 44 écoles primaires et 4 écoles maternelles.

### Santé
Le département  compte un hôpital  général et dix centres de santé ruraux.

## Économie
Le développement du département de Jacqueville, fondé sur une culture extensive du coco a permis la mise en place d’une infrastructure économique permettant de consolider l’action sociale et la prise en charge d’un développement durable de ses populations.
L’ambition du Conseil général, institution de développement axée sur  la redistribution des richesses nationales et œuvre dans une logique de proximité et d’implication responsable des populations concernées, est d’assurer le passage du département d’une économie agricole extensive à une économie industrielle, s’appuyant sur une agriculture moderne, un tourisme tous azimuts  et un secteur privé dynamique et compétitif jouant un rôle essentiel en matière d’investissement.
Il s’agit pour le département de Jacqueville de mettre en place les conditions de création de la richesse et d’assurer la répartition équitable des fruits de cette prospérité au service de la population. Cette prospérité se construira sur une économie saine et compétitive basée sur les ressources naturelles dont regorge le département et pouvant générer de manière durable des ressources financières et créer des emplois décents ou offrir des perspectives de création d’emploi.
La répartition de la richesse créée sera réalisée en tenant compte des besoins sociaux des populations notamment en matière d’éducation, de formation, de santé, de logement et de nourriture.
Le conseil général de Jacqueville, mandataire de la redistribution des retombées de cette prospérité, se doit d’élaborer un plan directeur efficace et tourner vers le développement humain durable.
Le succès de la mise en œuvre des actions de redistribution s’appuie sur un rôle plus accru des organismes d’exécution, du secteur privé, des ONG et l’instauration d’un cadre de bonne gouvernance pour le conseil général.
Enfin, la mise en œuvre de la politique de partage équitable de la richesse départementale repose, essentiellement, sur la responsabilisation des populations à la base pour l’intégration harmonieuse du développement des valeurs culturelle, sociale et démocratique.

### Secteur primaire
- Productions agricoles :
  - Cultures de rente : les principales sont le coco, le palmier à huile et l’hévéa ;
  - Culture vivrière : la principale est le manioc.
- Productions animales et halieutiques :
  - Animal : l’élevage est traditionnel et concerne les ovins, bovins, caprins et porcins ;
  - Halieutique :  la pêche est surtout  traditionnelle en mer et en lagune. Des points de pisciculture sont  existants dans la lagune Ébrié.

### Secteur secondaire

#### Transports
Le transport est surtout terrestre par les lignes régulières entre Abidjan et le département, et entre Dabou et le département. Des dessertes rallient les différents villages avec une fréquence non soutenue due surtout à l’état des routes notamment sur la partie continentale. Quelques frémissements de transports lagunaires se signalent sans être vraiment pris en compte. Un service de bac est assuré à N’djem. Il constitue le seul moyen d'accès à Jacqueville par voie terrestre depuis l'ouverture du canal de Vridi en 1951.

#### Industrie
- Agriculture : deux usines assurent la production pour l’huilerie de coco, de palmiste, de coco râpé ;
- Agro-foresterie : les essences d’agrumes sont exploitées par des compagnies privées ;
- Ressources énergétiques : les champs pétrolifères et de gaz sont exploités au large du département sans que les populations en ressentent les retombées visibles de développement.

### Secteur tertiaire

#### Commerce
Le commerce est soutenu par la vente des produits de la pêche et des productions de rente ainsi que  la transformation des productions vivrières notamment le manioc.

#### Tourisme
Le tourisme est actuellement inorganisé. Cependant, les produits touristiques du département sont variés et riches. Les perspectives se situent au niveau balnéaire et nature avec 75 km de côtes, ses 150 km de rives, des îles sur la lagune et un village lacustre, ainsi que les lacs de Jacqueville et Abreby.
Des perspectives intéressantes s'offrent aussi en matière de tourisme sportif avec des possibilités de pêche sportive, et culturel avec des bâtisses coloniales et un patrimoine traditionnel de danses.

## Infrastructures
- Les infrastructures de communication sont constituées d’une radio locale (radio FATCHUE, 104.4 FM), de Jacqueville construite au nouveau quartier à Jacqueville près de la gare 3A Expess ;
- Des symboles culturels traditionnels constitués de danse, de tambours parleurs, de forêts sacrées (Abreby et Gd-Jack), de valeurs traditionnelles comme la succession matriarcale.

## Sports
Les compétitions sportives se déroulent exclusivement au chef-lieu du département, les autres localités ne disposant d'aucune infrastructure spéciale : la ville dispose d'un club de football, l'US 3A FC DE JACQUEVILLE, qui évolue en Championnat de Division Régionale, équivalent d'une « 4e division ». Comme dans la plupart des villes du pays, il est organisé, de façon informelle, des tournois de football à sept joueurs qui, très populaires en Côte d'Ivoire, sont dénommés Maracanas.

## Personnalités liées au département de Jacqueville
- Philippe Yacé ;
- Honoré Polneau, ambassadeur ;
- Marcel Bogui Etté, professeur en médecine, compagnon de l'aventure 46, ex-membre fondateur du SYNARES, fondateur de la FESACI;
- Joachim Bony ;
- Henriette Dagri Diabaté ;
- Groupe musical À nous les petits ;
- Le prophète Papa Nouveau, décédé en 2001, et dont l’église est active sur tout le littoral ;
- Jean Marc Yacé, maire de Cocody (son village paternel est Akrou).

### Langues
- Maurice Delafosse, Vocabulaires comparatifs de plus de 60 langues ou dialectes parlés à la Côte d'Ivoire et dans les régions limitrophes, Paris, E. Leroux, 1904, p. 284.

### Côte d'Ivoire

#### Géographie
- R. Borremans, Le grand dictionnaire encyclopédique de la Côte d'Ivoire, Nouvelles éditions africaines, 1987 ;
- Maurice Delafosse, Les frontières de la Côte d'Ivoire, de la Côte d'Or, et du Soudan ( avec 94 figures dans le texte d'après des photographies de l'auteur et une carte ), Paris, Masson, 1908.

#### Histoire
- Pierre Kipré, Histoire de la Côte d'Ivoire, Éditions AMI, 1992 ;
- P. Duprey, Histoire des ivoiriens, naissance d'une nation, 1985 ;
- Pierre Kipré, Côte d'Ivoire : La formation d'un peuple, Éditions AMI, 2008 ;
- Henriette Diabaté, Mémorial de la Côte d’Ivoire, Volume1, époque précoloniale, AMI, 1987 ;
- René Dégni Ségui, La succession d'états en Côte d’Ivoire : Thèse d'état, Université d'Aix-Marseille, 1979 ;
- Gabriel Angoulvant, La Pacification de la Côte d’Ivoire, 1908-1915 : méthodes et résultats(lettre-préface du général Galliéni), Paris, Larose, 1916, 395 p. ;
- Jean Noël Loucou, Côte d’Ivoire : les résistances à la conquête coloniale, Abidjan, Éditions CERAP, 2007, 150 p. (ISBN 978-2-915352-31-3 et 2-915352-31-3).

#### Éducation
- Alice Ellenbogen, École primaire et citoyenneté en Côte d'Ivoire aujourd'hui, 2004 ;
- Laurence Proteau, Passions scolaires en Côte-d’Ivoire. École, État et société, Kerthala, 2002, p. 385 ;
- Firmin Guelade, Étude systémique de l'évolution culturelle de l'apprenant et du système éducatif primaire en Côte d'Ivoire, Université Laval, 1984.

#### Autres
- Clozel (F. J.), Dix ans à la Côte d'Ivoire, Paris, 1906 ;
- Clément Bourque, L'intégration nationale en Côte d’Ivoire, Université Laval, 1978 ;
- Marie Miran, Islam, histoire et modernité en Côte d'Ivoire, Éditions Karthala, 2006 ;
- Ministère ivoirien des Affaires culturelles, Architecture coloniale en Côte d'Ivoire, Éditions CEDA, 1985 ;
- Guy Cangah et Simon-Pierre Ekanza, La Côte d'Ivoire par les textes, Paris, Les Nouvelles Éditions Africaines, 1978, 9 p. ;
- François-Joseph Amon d'Aby, La Côte d'Ivoire dans la cité africaine, Paris, Editions Larose, 1951 ;
- Collectif, Pays du monde : Côte-d’Ivoire. In Encyclopédie Bordas, Mémoires du XXe siècle, édition 1995. Tome 20 « 1990-1994 », Bordas, 1995, 159 p. (ISBN 978-2-7068-1853-0) ;
- Gilbert Gonnin et René Kouamé Allou, Côte d’Ivoire : les premiers habitants, Éditions CERAP, 2006, 122 p. (ISBN 2-915352-30-5) ;
- Simon Pierre Ekanza, Côte d’Ivoire : Terre de convergence et d’accueil (XVe – XIXe siècles), Abidjan, Éditions CERAP, 2006, 119 p. (ISBN 2-915352-22-4).

### Afrique
- Alfred Marche, Trois voyages dans l'Afrique occidentale, 1879 ;
- Albert Adu Boahen, Histoire générale de l'Afrique, Comité scientifique international pour la rédaction d'une histoire générale de l'Afrique (Unesco), l'Afrique sous domination coloniale 1880-1935, Paris, Présence africaine, 1989, 544 p. (ISBN 2-7087-0519-9) ;
- Jean Sauvy, Initiation à l'économie des pays en voie de développement, les cahiers de l'Institut international d'Administration publique, 1968 ;
- Jean-Louis Monod, Histoire de l'Afrique Occidentale Française d'après les travaux et les indications de Maurice Delafosse, Paris, Delagrave, 1926, p. 341.